# Звијад Гамсахурдија
Звијад Константинес дзе Гамсахурдија (груз. ზვიად კონსტანტინეს ძე გამსახურდია, рус. Звиа́д Константи́нович Гамсаху́рдия; 31. март 1939 — 31. децембар 1993) био је грузијски политичар, државник, писац, научник, књижевни критичар, дисидент и националиста. Био је председник Грузије од 1991. до 1992. године, први који је на ту функцију дошао након распада СССР.
Умро је под неразјашњеним околностима 1993. године током грађанског рата у Грузији.

## Младост
Гамсахурдија је рођен 31. марта 1939. године у Тбилисију, Грузијска ССР, СССР. Његов отац је био академик Константин Гамсахурдија, један од најпознатијих грузијских писаца 20. века. Под утицајем оца је похађао часове из филологије и започео професионалну каријеру као књижевни критичар и преводилац.
Године 1955. основао је групу Горгаслијани, која је ширила извештаје о кршењу људских права. Наредне године је ухапшен на протесту против дестаљинизације у Тбилисију. Поново је ухапшен 1958. године због ширења антикомунистичке литературе. Био је заточен у психијатријској болници у Тбилисију 6 месеци, где му је дијагностикована психопатија са декомпензацијом, чиме је можда постао рана жртва онога што је постало широко распрострањена политика коришћења психијатрије у политичке сврхе.

## Академски рад
Угледајући се на свог оца, Звијад Гамсахурдија је остварио и запажену академску каријеру. Био је виши научни сарадник Института грузијске књижевности Грузијске академије наука, ванредни професор Државног универзитета у Тбилисију, члан Савеза грузијских писаца, доктор наука у области филологије и доктор
Био је виши научни сарадник Института грузијске књижевности Грузијске академије наука (1973–1977, 1985–1990), ванредни професор Државног универзитета у Тбилисију (1973–1975, 1985–1990) и члан Савеза грузијских писаца (1966–1977, 1985–1991), доктор наука у области филологије (1973) и доктор наука. Написао је низ значајних књижевних дела, монографија и превода британске, француске и америчке књижевности, укључујући преводе дела Т. С. Елиота, Вилијама Шекспира, Шарла Бодлера и Оскара Вајлда. Био је и изузетан руствелолог и истраживач историје иберско-кавкаске културе.

## Активизам
Гамсахурдија је стекао ширу популарност 1972. године током кампање против корупције при избора новог патријарха Грузинске православне цркве чији је Гамсахурдија био верник.
Године 1973. био је међу оснивачима Грузијске акционе групе за одбрану људских права, 1974. године је постао први грузијски члан Amnesty International-а, док је 1976. године постао председник Грузијске хелсиншке групе. У овом периоду је доприносио подземним политичким новинама. Био је први грузијски члан Међународног друштва за људска права.
Иако је често био узнемираван и повремено хапшен због својих дисидентских активности, Гамсахурдија је дуго избегавао озбиљне казне, вероватно због престижа његове породице и политичких веза. Срећа му је понестала 1977. године када су активности Хелсиншких група у Совјетском Савезу постале озбиљна срамота за совјетску владу Леонида Брежњева. Широм Совјетског Савеза покренут је напад на активисте за људска права, а ухапшени су чланови Хелсиншких група у Москви, Литванији, Украјини, Јерменији и Грузији.
Влада Едуарда Шеварнадзеа (тада први секретар Комунистичке партије Грузије) ухапсила је Гамсахурдију и његовог колегу дисидента Мераба Коставу 7. априла 1977. године. Гамсахурдија и Костава су осуђени на 3 године затвора због антисовјетских активности. Крајем јуна 1979. године, Гамсахурдија је пуштен из затвора и помилован у контроверзним околностима. До тада је, узимајући у обзир истражни затвор, одслужио две године казне. Гамсахурдија се убрзо након ослобађања вратио дисидентским активностима, водећи кампању за ослобађање Мераба Коставе. Године 1981. постао је портпарол студената и других демонстраната који су протестовали у Тбилисију због претњи по грузијски идентитет и грузијско културно наслеђе. Он је предао сет „Захтева грузијског народа“ Шеварнадзеу испред Конгреса Савеза грузијских писаца крајем марта 1981. године, што му је донело још затворску казну.

## Распад Совјетског Савеза
Када је совјетски лидер Михаил Горбачов покренуо политику гласности, Гамсахурдија је одиграо кључну улогу у организовању масовних митинга за независност Грузије одржаних између 1987. и 1990. године, у којима му се придружио и Мераб Костава који је пуштен из затворе 1987. године. Био је један од оснивача Друштва Светог Илије Праведног, комбинације верског друштва и политике партије која је постала основа његовог сопственог политичког покрета. Следеће године, брутално гушење великих мирних демонстрација одржаних у Тбилисију 4-9. априла 1989. од стране совјетских снага показало се као кључни догађај у дискредитовању наставка совјетске власти над земљом.
Веће народних посланика Јужне Осетије одлучило је 10. новембра 1989. године да се Јужна Осетска аутономна област трансформише у аутономну републику у саставу Грузијске ССР, али је 16. новембра Президијум Врховног савета Грузијске ССР признао ову одлуку као незакониту и створио комисију за проучавање питања у вези са статусом Јужне Осетије. Звијад Гамсахурдија је 23. новембра организовао „поход на Цхинвали” у коме је учествовало педесет хиљада грузијских националиста, које совјетске трупе и неколико стотина становника Цхинвалија, са црвеним заставама и портретима Лењина, нису пустили у град. Догађај је завршен блокадом града и довео је до бројних жртава међу становништвом. Према наводима осетинске стране, током три месеца блокаде, неколико десетина Осета је убијено, а стотине претучено. Гамсахурдија је имао оштру реторику према Осетима.
Напредак демократских реформи је убрзан и довео је до првих демократских вишестраначких избора у Грузији, одржаних 28. октобра 1990. године. Гамсахурдијева партија ССИР и Грузијска хелсиншка група придружили су се другим опозиционим групама како би формирали реформистичку коалицију под називом „Округли сто — Слободна Грузија“ (“ Мргвали Магида — Тависупали Сакартвело“). Коалиција је убедљиво победила на изборима са 64% гласова, у поређењу са 29,6% Комунистичке партије Грузије. Дана 14. новембра 1990. године, Звијад Гамсахурдија је великом већином изабран за председника Врховног савета Грузије.
Грузија је 31. марта 1991. године одржала референдум о обнављању своје пресовјетске независности на којем се 98,9% оних који су гласали изјаснило за независност. Грузијски парламент је 9. априла 1991. године донео декларацију о независности, чиме је заправо обновљена независна Грузија. Међутим, Совјетски Савез га није признао и иако су га бројне стране државе раније признале, универзално признање је стигло тек следеће године. Гамсахурдија је изабран за председника на изборима 26. маја са 86,5% гласова и излазношћу од преко 83%.

## Председник Грузије
Гамсахурдија се на почетку мандата суочио са великим економским и политичким потешкоћама, посебно у вези са односима Грузије и Совјетског Савеза. Кључни проблем био је положај националних мањина. Иако су мањинске групе активно учествовале у грузијској транзицији ка демократији, оне су биле недовољно заступљене у парламенту. 
Дана 11. новембра 1991. године председник Гамсахурдија је најавио национализацију имовине Оружаних снага СССР-а на територији Грузије. Након тога, формирање Оружаних снага Грузије одвијало се у контексту оштрог заоштравања ситуације у Абхазији и оружаних сукоба између присталица и противника Гамсахурдије.
Дана 27. децембра 1991. године, невладина организација Helsinki Watch са седиштем у САД издала је извештај о кршењу људских права од стране Гамсахурдијине влсти. Извештај је садржао информације о документованој слободи окупљања, слободи говора, кршењу слободе штампе у Грузији, политичким затвореницима, кршењу људских права од стране грузијске владе и паравојске у Јужној Осетији и другим кршењима људских права.
Противници су га оптуживали за диктаторско понашање.
Владине активности изазвале су контроверзе у Грузији и оштре критике у иностранству. Гостујућа делегација америчких конгресмена предвођена представником Стенијем Хојером известила је да постоје „озбиљни проблеми са људским правима у садашњој новој влади, која још није вољна да се позабави њима или их призна или уради било шта поводом њих“. Амерички коментатори су навели питање људских права као један од главних разлога неспособности Грузије да обезбеди широко међународно признање. Земља је већ добила признање од стране ограниченог броја земаља (укључујући Румунију, Турску, Канаду, Финску, Украјину, Литванију, Летонију, Естонију и друге), али признање од стране великих земаља, укључујући САД, Шведску, Швајцарску, Француску, Белгију , Пакистан, Индију, дошло је током Божића 1991. године.
Политичке тензије између Гамсахурдије и опозиције прешао је у насиље 2. септембра када је полиција растерала антивладине демонстранте у Тбилисију. Национална гарда Грузије је подељена на две фракције, провладину и антивладину, при чему је ова друга успоставила базу изван главног града. Окршаји између две стране дешавали су се широм Тбилисија током октобра и новембра, уз повремене смртне случајеве у сукобима. Паравојне групе, од којих је једна од највећих била „Мхедриони“ („Коњаници“ или „Витезови“), националистичка милиција са неколико хиљада чланова — поставиле су барикаде око града.

### Државни удар против Гамсахурдије
Дана 22. децембра 1991. године, наоружане присталице опозиције покренуле су насилни државни удар и напале бројне институције, укључујући зграду грузијског парламента, где се скривао сам Гамсахурдија. Тешке борбе су се наставиле у Тбилисију до 6. јануара 1992. године, довевши до стотине мртвих, а центар града је био тешко оштећен. Дана 6. јануара, Гамсахурдија и чланови његове владе побегли су кроз опозиционе линије и стигли у Азербејџан где им је одбијен азил. Јерменија је коначно угостила Гамсахурдију на кратак период и одбила грузијске захтеве да се Гамсахурдија врати назад у Грузију. Како не би компликовали затегнуте односе са Грузијом, јерменске власти су дозволиле Гамсахурдији да се пресели у самопроглашену државу Ичкерију где му је азил дала побуњеничка влада генерала Џохара Дудајева.
Касније се тврдило да су руске снаге биле умешане у пуч против Гамсахурдије. Дана 15. децембра 1992. године, руски лист Московске новисти објавио је писмо у којем се тврди да је бивши заменик команданта Закавкаског војног округа, генерал-пуковник Суфијан Бепајев, послао „пододсек“ да помогне оружаној опозицији. Такође се тврдило да су совјетске специјалне снаге помогле опозицији да нападне торањ државне телевизије 28. децембра.
Војни савет састављен од противника Гамсахурдије преузео је власт на привременој основи. Једна од њених првих акција била је формално смењивање Гамсахурдије са места председника. Реконституисао се као Државни савет и, без икаквог формалног референдума или избора, у марту 1992. именовао Гамсахурдијиног старог ривала Едуарда Шеварнадзеа за председавајућег, који је тада владао као де факто председник до формалног обнављања председничке функције у новембру 1995. године.

## Гамсахурдија у егзилу
Након државног удара, Гамсахурдија је наставио да се представља као легитимни председник Грузије. Као таквог су га и даље признавале неке владе и међународне организације, иако је као ствар прагматичне политике, побуњенички Војни савет брзо прихваћен као легитимна власт у земљи. Сам Гамсахурдија је одбио да прихвати свргавање.
Сукоби између Гамсахурдијиних присталица и противника настављени су током 1992. и 1993. године. Гамсахурдијине присталице заробљавале су грузијске званичнике, а владине снаге су узвратиле одмаздом. Један од најозбиљнијих инцидената догодио се у Тбилисију 24. јуна 1992. године, када су наоружане присталице Гамсахурдије заузеле државну телевизију. Успели су да емитују радио поруку у којој су изјавили да је "легитимна влада поново успостављена. Црвена хунта се ближи крају." Међутим, Национална гарда их је истерала у року од неколико сати. Масовни устанак против Шеварнадзеове владе није остварен.
Шеварнадзеова влада је наметнула оштро репресивни режим широм Грузије да би сузбила „звијадизам“, при чему су снаге безбедности и провладина милиција Мхедриони спроводиле широка хапшења и узнемиравања присталица Гамсахурдије. Иако је међународна заједница оштро критиковала лоше стање људских права у Грузији, чини се да их је Шеварнадзеов лични престиж убедио да прогутају своје сумње и дају земљи формално признање. Владине трупе су се упутиле у Абхазију у септембру 1992. године у покушају да искорене Гамсахурдијине присталице међу грузијском популацијом у региону, али су кршења људских права успела само да погоршају ионако лоше етничке односе. Касније, у септембру 1993, избио је рат пуног размера између грузијских снага и абхазијских сепаратиста. Ово се завршило одлучујућим поразом владе, са владиним снагама и 300.000 Грузијаца који су протерани из Абхазије, а око 10.000 људи је убијено у борбама.

### Грађански рат у Грузији
Гамсахурдија је убрзо искористио прилику да покуша да сруши Шеварнадзеа. Вратио се у Грузију 24. септембра 1993. године, неколико дана пре пада Сухумија, успостављајући „владу у егзилу“ у граду Зугдидију на западу Грузије. Он је најавио да ће наставити "мирну борбу против илегалне војне хунте" и концентрисао се на изградњу покрета против Шеварнадзеа, ослањајући се на подршку региона Самегрело (Мингрелија) и Абхазије. Такође је успоставио значајну војну снагу која је била у стању да делује релативно слободно суочена са слабим безбедносним снагама државе. Након што је првобитно захтевао хитне изборе, Гамсахурдија је искористио пораз грузијске војске да заплени велике количине оружја које су оставиле владине снаге које су се повлачиле. Грађански рат захватио је западну Грузију у октобру 1993. године, пошто су Гамсахурдијине снаге успеле да заузму неколико кључних градова и транспортних чворишта. Владине снаге су се повукле у нереду, остављајући неколико препрека између Гамсахурдијиних снага и Тбилисија. Међутим, Гамсахурдијино заузимање економски виталне грузијске црноморске луке Поти угрозило је интересе Русије, Јерменије (потпуно без излаза на море и зависне од грузијских лука) и Азербејџана. Све три земље су изразиле подршку Шеварнадзеовој влади, која је заузврат пристала да се придружи Заједници независних држава. Док је подршка Јерменије и Азербејџана била чисто политичка, Русија је брзо мобилисала трупе да помогне грузијској влади. Дана 20. октобра око 2.000 руских војника кренуло је да заштити грузијске железнице и пружило логистичку подршку и оружје слабо наоружаним владиним снагама. Устанак је брзо пропао и Зугдиди је пао 6. новембра.

### Смрт
Дана 31. децембра 1993. Звијад Гамсакхурдиа је умро у неразјашњеним околнима. Познато је да је умро у селу Хибула у региону Самегрело у западној Грузији и да је касније поново сахрањен у селу Јикасхари (такође у региону Самегрело). Према извештајима британске штампе, његово тело је пронађено са једном раном од метка на глави, али је у ствари пронађено са две ране од метка на глави. За његову смрт наводе се различити разлози, који су и даље контроверзни и неразјашњени. Гамсахурдијина удовица је тврдила да је извршио самоубиство.
Автандил Јоселијани, шеф контраобавештајне службе привремене владе, касније је признао је да су две специјалне јединице ловиле Гамсахурдију по наређењу привремене владе.
Министарство унутрашњих послова Грузије под Шеварнадзеовим режимом сугерисало је да су га или намерно убиле сопствене присталице или да је умро након свађе са својим бившим главним командантом, Лотијем Кобалијом.
Првих дана децембра 1993. године нестала су и два припадника Гамсахурдијине личне гарде након што су послати у извиђачку мисију. Неки остаци и пепео, који никада нису идентификовани, пронађени су 17 година касније.

## Наслеђе
Дана 26. јануара 2004. године, на церемонији одржаној у Кашуети цркви Светог Ђорђа у Тбилисију, новоизабрани председник Михеил Сакашвили је званично рехабилитовао Гамсахурдију како би решио дуготрајне политичке последице његовог свргавања у настојању да се „уклони нејединство у нашем друштву “, како је рекао Сакашвили. Он је похвалио Гамсахурдијину улогу „великог државника и патриоте“ и прогласио декрет којим се дозвољава да се Гамсахурдијино тело поново сахрани у грузијској престоници, изјављујући да је „напуштање гроба грузијског председника у ратној зони... срамота и непоштовање самог себе и непоштовање сопствене нације“. Такође је преименовао главни пут у Тбилисију по Гамсахурдији и ослободио 32 присталице Гамсахурдије које је Шеварнадзеова влада затворила 1993–1994, а које су многи Грузијци и неке међународне организације за људска права сматрале политичким затвореницима. Године 2013.  постхумно је одликован звањем и Орденом народног хероја.
Гамсахурдијине присталице настављају да промовишу његове идеје кроз бројне организације. Године 1996. у холандском граду Хертогенбосу основана је јавна, културна и образовна невладина организација под називом Друштво Звијад Гамсахурдија. Сада има чланове у великом броју европских земаља.

## Приватни живот
Био је ожењен два пута. Са првом женом, Дали Лолуа, имао је сина Константина. Његова друга жена, Мана Арчавадзе-Гамсахурдија, била је прва дама Грузије. Имали су два сина, Цотнеа и Гиоргија.